# Герб Каштру-Верде
Ге́рб Ка́штру-Ве́рде — офіційний символ містечка Каштру-Верде, Португалія. Використовується як територіальний герб. У срібному щиті зелений замок із трьома баштами, червоними вікнами і брамою. У главі щита п'ятірка португальських щитків праворуч і червоний Яківський хрест ліворуч. Внизу щита, під замком, навхрест два золоті пшеничні колоски, між якими чорна кирка. Щит увінчує срібна мурована містечкова корона з чотирма вежами.  Під щитом біла стрічка, на якій великими літерами напис португальською: «município de Castro Verde» (муніципалітет Каштру-Верде).  Офіційно затверджений 10 грудня 1986 року.  Зелений замок символізує назву міста Каштелу-Верде, що означає «Зелений замок», або «Зеленоград».

## Галерея

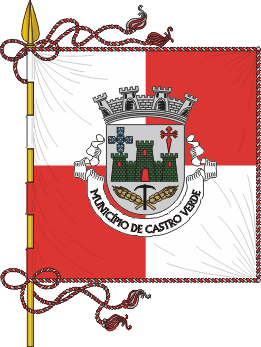
Прапор